# Celebrity Big Brother (États-Unis)
Celebrity Big Brother US est la version avec célébrités de Big Brother (U.S.).
Elle est diffusée sur CBS en 2018 et 2019. C'est Julie Chen qui anime cette émission.
C'est l'équivalent de la version anglaise Celebrity Big Brother.

## Règle du jeu et gain
Plusieurs célébrités sont coupées du monde extérieur dans une maison. Elles doivent cohabiter durant plusieurs jours. Des épreuves sont organisées par Big Brother pour rythmer la vie des habitants. 
Chaque célébrité concourt pour une association, l'argent récolté devant lui être reversé.  

### gains
- 250 000 $ : pour le gagnant (saison 1- )
- 50 000 $ : pour le second (saison 1- )
- 25 000 $ : pour l'America's Favorite HouseGuest (saison 1- )

| Saison | Nombre de jours | Nombre de candidats | Vainqueur             | Deuxième       | Vote final | Nombre d'épisodes | Date de lancement | Date de la finale | Audience moyenne |
| ------ | --------------- | ------------------- | --------------------- | -------------- | ---------- | ----------------- | ----------------- | ----------------- | ---------------- |
| 1      | 26              | 11                  | Marissa Jaret Winokur | Ross Mathews   | 6–3        | 13                | 7 février 2018    | 25 février 2018   | 5,04             |
| 2      | 29              | 12                  | Tamar Braxton         | Ricky Williams | 9–0        | 13                | 21 janvier 2019   | 13 février 2019   | 4,40             |
| 3      | 29              | 11                  | Miesha Tate           | Todrick Hall   | 7-1        | 15                | 2 février 2022    | 23 février 2022   | 2,63             |

## Saison 1 (2018)

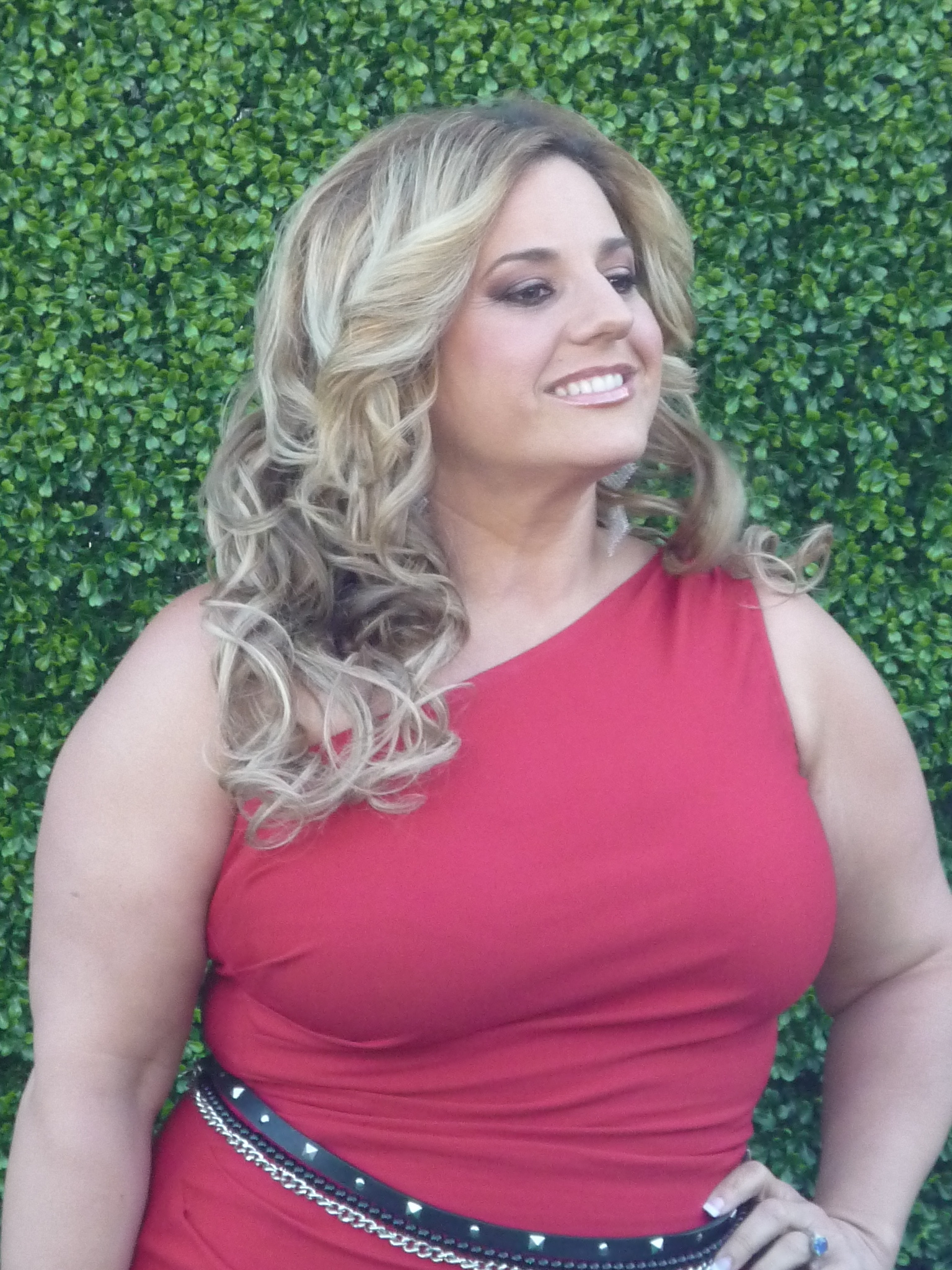
Marissa Jaret Winokur, gagnante du premier Celebrity Big Brother U.S.

La première saison est diffusée du 7 février 2018 au 25 février 2018.
- Marissa et Shannon ont partagé l'affiche du film Scary Movie en 2000. Huit ans après elle participe à la sixième saison de Dancing with the Stars.

Les célébrités participent pour gagner de l'argent pour une association. Le 26e jour c'est Marissa qui remporte la finale face à Ross. Elle empoche donc les 250 000 $, contre 50 000 $ pour lui. Le public décide d'élire également Ross comme étant America's Favorite HouseGuest; il touche donc 25 000 $ de plus.
| Candidat              | Caractéristique                                                                            | Arrivée | Départ  | Statut    | Gain pour la charité |
| --------------------- | ------------------------------------------------------------------------------------------ | ------- | ------- | --------- | -------------------- |
| Marissa Jaret Winokur | Comédienne récompensée d'un Tony Award                                                     | Jour 1  | Jour 26 | Vainqueur | 250 000 $            |
| Ross Mathews          | Animateur de télévision                                                                    | Jour 1  | Jour 26 | Deuxième  | 75 000 $             |
| Mark McGrath          | Chanteur du groupe Sugar Ray et animateur de télévision                                    | Jour 1  | Jour 26 | Éliminé   | 0 $                  |
| Ariadna Gutiérrez     | Miss Colombie 2014, première dauphine de Miss Univers 2015                                 | Jour 1  | Jour 26 | Éliminée  | 0 $                  |
| Omarosa Manigault     | Ancienne directrice de la communication de la Maison-Blanche et personnalité de télévision | Jour 1  | Jour 26 | Éliminée  | 0 $                  |
| James Maslow          | Acteur et chanteur du groupe Big Time Rush                                                 | Jour 1  | Jour 24 | Éliminé   | 0 $                  |
| Brandi Glanville      | Personnalité de télévision dont The Real Housewives of Beverly Hills                       | Jour 1  | Jour 24 | Éliminée  | 0 $                  |
| Metta World Peace     | Ancien basketteur de NBA                                                                   | Jour 1  | Jour 20 | Éliminé   | 0 $                  |
| Shannon Elizabeth     | Actrice dont American Pie                                                                  | Jour 1  | Jour 17 | Éliminée  | 0 $                  |
| Keshia Knight Pulliam | Actrice révélée par The Cosby Show                                                         | Jour 1  | Jour 13 | Éliminée  | 0 $                  |
| Chuck Liddell         | Champion d'arts martiaux mixtes                                                            | Jour 1  | Jour 10 | Éliminé   | 0 $                  |

- Marissa et Shannon ont participé à la 6e saison de Dancing with the Stars, en 2008.
- Mark a participé à la 4e saison de Celebrity Apprentice en 2011. Il était en compétition au côté de Gary Busey (vainqueur de la version anglaise en 2014) et de LaToya Jackson (candidate en 2009).
- Brandi a participé à la version anglaise durant l'été 2017.
- Brandi et Keshia ont participé à la 7e saison de The Celebrity Apprentice en 2015.
- James a participé à Dancing with the Stars 18, en 2014.
- Omarosa a participé à The Celebrity Apprentice 1 en 2008.
- Metta a participé à Dancing with the Stars 13 en 2011.
- Chuck a participé à Dancing with the Stars 9 en 2009.

## Saison 2 (2019)

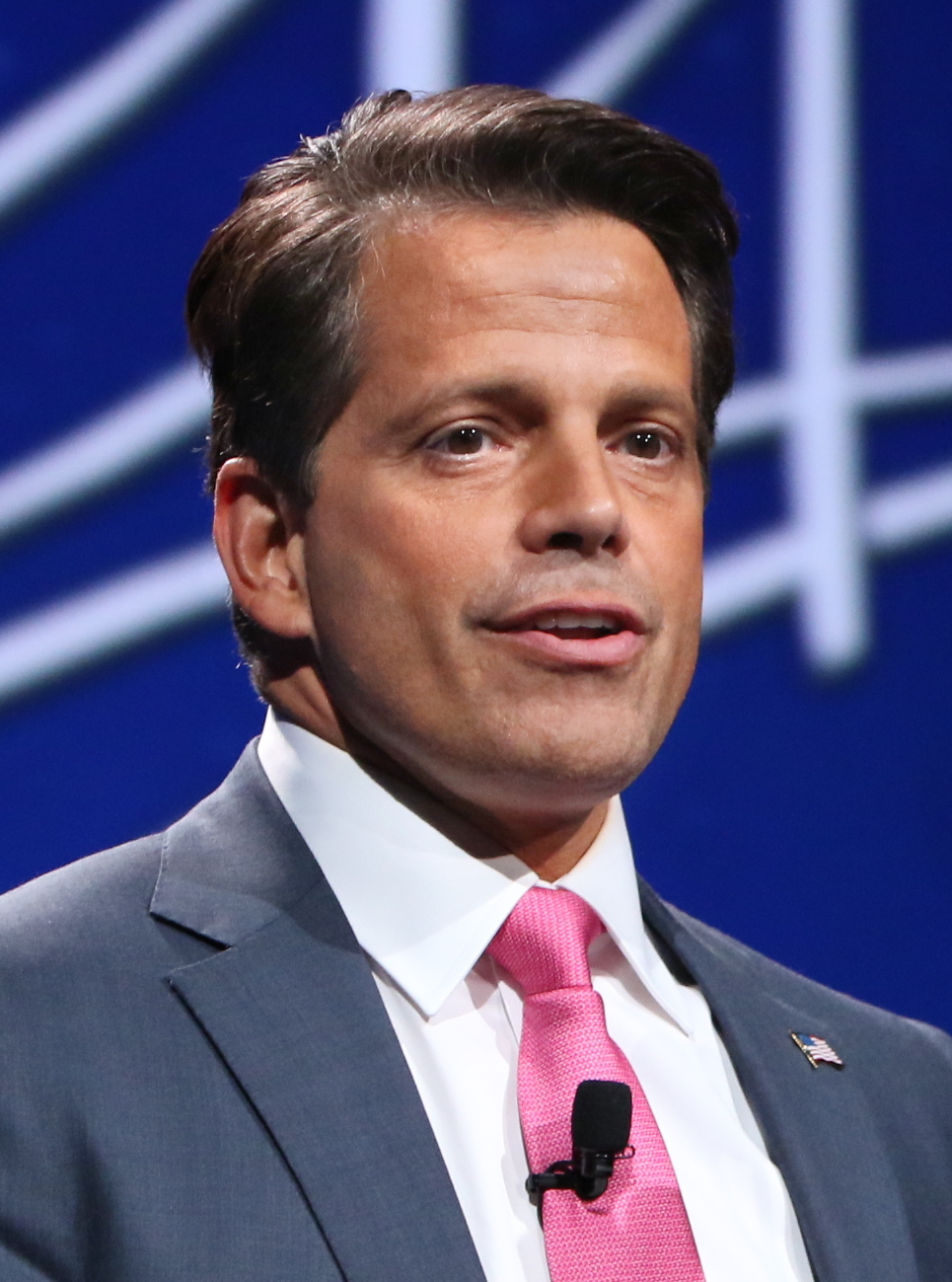
Anthony Scaramucci, faux candidat de Celebrity Big Brother U.S. 2

La deuxième saison est diffusée du 21 janvier 2019 au 13 février 2019.
- Au bout de quelques jours, Anthony quitte volontairement la maison. Il est révélé plus tard qu'en réalité il était un faux candidat.
- Le soir de la finale c'est Tamar qui est déclarée gagnante de cette saison, à l'unanimité par le jury. C'est la première fois depuis la saison 10 de Big Brother en 2008 que cela arrive. Plus tard on apprend que c'est l'humoriste canadien Tom Green qui est déclaré America's Favorite HouseGuest.

| Candidat           | Caractéristique                                                    | Arrivée | Départ  | Statut    | Gain pour la charité |
| ------------------ | ------------------------------------------------------------------ | ------- | ------- | --------- | -------------------- |
| Tamar Braxton      | Chanteuse, personnalité de la télévision et membre de The Braxtons | Jour 1  | Jour 29 | Vainqueur | 250 000 $            |
| Ricky Williams     | Ancien joueur de football NFL                                      | Jour 1  | Jour 29 | Deuxième  | 50 000 $             |
| Lolo Jones         | Double championne du monde d'athlétisme en salle                   | Jour 1  | Jour 29 | Éliminée  | 0 $                  |
| Dina Lohan         | Manager et mère de Lindsay Lohan                                   | Jour 1  | Jour 29 | Éliminée  | 0 $                  |
| Kandi Burruss      | Chanteuse et vedette de The Real Housewives of Atlanta             | Jour 1  | Jour 29 | Éliminée  | 0 $                  |
| Tom Green          | Humoriste et acteur canadien                                       | Jour 1  | Jour 24 | Éliminé   | 25 000 $             |
| Natalie Eva Marie  | Ancienne catcheuse WWE et personnalité de télévision               | Jour 1  | Jour 24 | Éliminée  | 0 $                  |
| Kato Kaelin        | Acteur témoin dans l'Affaire O. J. Simpson                         | Jour 1  | Jour 20 | Éliminé   | 0 $                  |
| Joey Lawrence      | Acteur dont Melissa & Joey                                         | Jour 1  | Jour 18 | Éliminé   | 0 $                  |
| Ryan Lochte        | Champion de natation                                               | Jour 1  | Jour 13 | Éliminé   | 0 $                  |
| Jonathan Bennett   | Acteur dont Lolita malgré moi                                      | Jour 1  | Jour 10 | Éliminé   | 0 $                  |
| Anthony Scaramucci | Financier et homme politique                                       | Jour 1  | Jour 6  | Parti     | 0 $                  |

- Jonathan et Lolo ont participé en 2014 à la 19e saison de Dancing with the Stars.
- Tom a participé à la 2e saison de The Celebrity Apprentice.
- Joey a été finaliste de la 3e saison de Dancing with the Stars en 2006.
- Ryan a participé en 2016 à la 23e saison de Dancing with the Stars.
- Tamar a participé en 2015 à la 21e saison de Dancing with the Stars.
- Dina participe en 2016 au côté de Michael Lohan à l'émission Family Therapy.

## Saison 3 (2022)
| Candidat          | Caractéristique                                      | Arrivée | Départ  | Statut    | Gain pour la charité |
| ----------------- | ---------------------------------------------------- | ------- | ------- | --------- | -------------------- |
| Miesha Tate       | Championne d'Arts martiaux mixtes                    | Jour 1  | Jour 29 | Vainqueur | 250 000 $            |
| Todrick Hall      | Artiste révélé par American Idol 9                   | Jour 1  | Jour 29 | Deuxième  | 50 000 $             |
| Cynthia Bailey    | Mannequin et vedette de télévision                   | Jour 1  | Jour 29 | Éliminée  | 0 $                  |
| Todd Bridges      | Acteur révélé par Arnold et Willy                    | Jour 1  | Jour 27 | Éliminé   | 0 $                  |
| Lamar Odom        | Champion de basket                                   | Jour 1  | Jour 27 | Éliminé   | 0 $                  |
| Carson Kressley   | Personnalité de télévision et designer               | Jour 1  | Jour 24 | Éliminé   | 25 000 $             |
| Shanna Moakler    | Miss USA 1995 et actrice                             | Jour 1  | Jour 20 | Éliminée  | 0 $                  |
| Chris Kirkpatrick | Chanteur ancien membre de NSYNC                      | Jour 1  | Jour 17 | Éliminé   | 0 $                  |
| Chris Kattan      | Humoriste et acteur dont The Middle                  | Jour 1  | Jour 15 | Abandon   | 0 $                  |
| Mirai Nagasu      | Championne de patinage artistique                    | Jour 1  | Jour 13 | Éliminée  | 0 $                  |
| Teddi Mellencamp  | Personnalité de The Real Housewives of Beverly Hills | Jour 1  | Jour 10 | Éliminée  | 0 $                  |

- Carson a participé à Dancing with the stars 13 en 2011, à Celebrity Apprentice 8 en 2017, et à I'm a Celebrity… Get Me Out of Here! 3 Australie en 2017.
- Chris a participé à Dancing with the stars 24 en 2017.
- Lamar a participé à Dancing with the stars 28 en 2019.
- Shanna a participé à Dancing with the stars 3 en 2006.
- Carson et Todrick font partie du panels de juge du show RuPaul's Drag Race.